# Glacera d'Otemma
La glacera d'Otemma es troba a Suïssa, al cantó del Valais. Es troba al sud-oest dels Alps Penins al llarg de la frontera amb Itàlia, al sud de Pigne d'Arolla. Té 8 quilòmetres de llarg i 1 quilòmetre d'amplada. La glacera i els seus camps de neu cobreixen una àrea de 16 km². La Dranse de Bagnes emergeix de la glacera d'Otemma. Les seves aigües es capturen al llac Mauvoisin abans de continuar cap al Roine.

## Geografia

### Característiques físiques
La glacera té com a origen les geleres enganxades al flanc sud/sud-est del Pigne d'Arolla (3.790 m). Arribant a aproximadament 3.100 metres, el gel es separa en dues parts: una que marxa cap al sud-oest per formar la glacera d'Otemma i l'altra que es dirigeix cap al nord-est per unir-se a la Glacera d'Arolla. El coll de Charotane (3.037 m) estableix el límit entre les dues glaceres. A aproximadament 3.000 metres d'altitud, la glacera d'Otemma rep la glacera del Petit Mont Collon, situat al sud del cim del mateix nom. La glacera d'Otema és barrada al sud per la Singla (3.714 m) i al nord per les puntes del Brenay (3.711 m). La llengua glacial acaba la seva cursa a una altitud d'aproximadament 2.500 metres (any 2007), a l'alçada de la punta d'Otemma (3.403 m). Una mica més al nord-est, les glaceres de Bunchen i Aiguillette que flueixen sobre l'eix sud/nord desemboquen sobre la glacera d'Otemma.

### Evolució
Durant la Petita Edat de Gel, la glacera Aouille es va unir a prop de la posició actual de la llengua glacial, però ara s'ha retirat al vessant que marca la frontera amb Itàlia. Més avall a la vall, la glacera Epicoune també formava part de la glacera d'Otemma. La glacera Dry Crest, que ara es troba clarament enrere al fons d'una vall perpendicular, també pertanyia al sistema glacial de la regió.
Des de la petita edat de gel, la glacera d'Otemma ha retrocedit tres quilòmetres, provocant de vegades l'aparició d'un llac glacial els daltabaixos del qual han originat inundacions a la vall de Bagnes.

Evolució de la glacera en metres. En verd, les diferències acumulatives de longitud. En vermell, les variacions anuals de longitud.

La glacera Otemma forma part de la ruta Haute, entre Chanrion i Zermatt.